# 엔킴두
엔킴두(𒀭𒂗𒆠𒅎𒁺)는 메소포타미아의 신으로, 농업과 관개의 신이다. 시 〈두무지드와 엔킴두〉로 잘 알려져있으나, 여러 애가들에서는 두무지드 대신 아무루와 관련된 존재로 나온다.

## 개요
엔킴두는 농업의 신이며, "둑과 수로의 신"으로도 불렸다. 또다른 메소포타미아의 신 목록 '안=아눔'에서는 "수로와 제방"의 신으로 루갈에파라라는 신이 등장하는데, 엔킴두의 또다른 이름으로 보기도 한다. 아카드어로 작성된 신의 목록에서 엔킴두는 나부의 경작인으로 등장한다. 엔비루루와 비교되기도 한다. 움마에서 숭배되었는데, 관개시설을 의인화한 신격으로 추정한다.
여러 애가들에서는 아무루와 모종의 관계가 있는 것으로 나온다.

## 신화

### 엔킴두와 두무지드

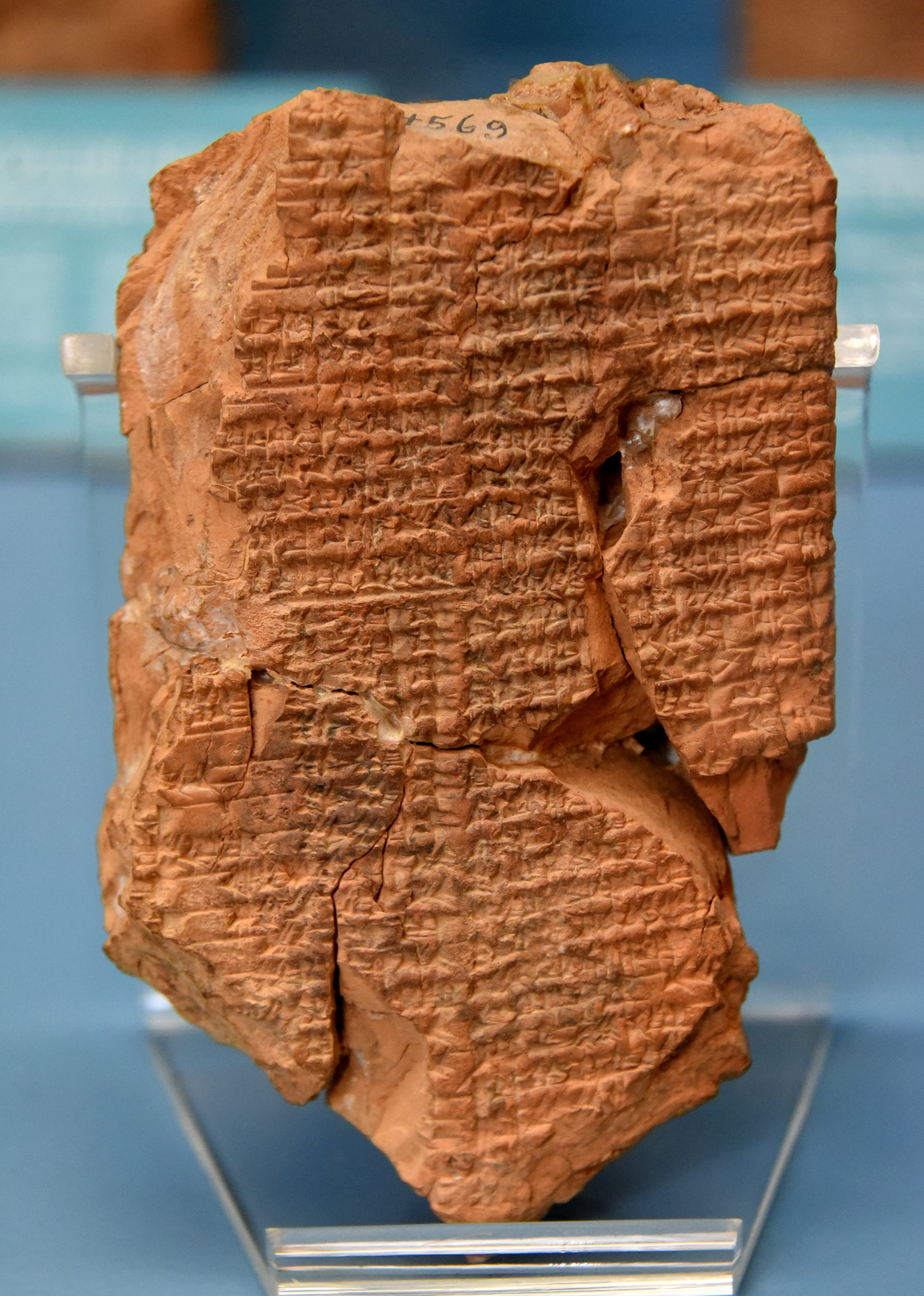
니푸르에서 발굴된 두무지드와 엔킴두 이야기. 기원전 2천년기 초반에 제작된 것으로 추정된다. 이스탄불에 위치.

엔킴두는 두무지드와 함께 이난나에게 구애하는 내용의 신화인 〈엔킴두와 두무지드〉 이야기에서 나타난다. 이 신화는 1944년 사무엘 노아 크레이머가 다른 제목으로 출판하였다. 뒤의 내용이 결손되어 처음에는 이난나가 엔킴두를 선택하는 것으로 이야기가 끝맺음될 것으로 추정되었지만, 이후 연구가 축적되며 이러한 해석은 폐기되었다. 처음에 이난나의 동생 우투는 그녀에게 두무지드를 선택하라고 재촉하지만, 이난나는 망설이고 선택하지 못한다. 엔킴두는 자신이 지배하는 세력과 관련하여 그녀에게 줄 수 있는 선물들을 나열하고, 두무지드는 엔킴두의 말을 자신이 줄 수 있는 것들로 반박한다. 엔킴두와 두무지드의 논쟁이 끝난 뒤에, 그들은 친구가 된다. 여기서 엔킴두의 역할은 대체로 수동적인 것으로 묘사되어 왔다. 이 이야기의 마지막은 이난나에 대한 짧은 찬양으로 끝나는데, 이처럼 승자를 선택하는 맡은 신에 대한 찬양이 마지막에 삽입되는 것은 수메르 문학에서 흔히 볼 수 있는 논쟁시에서 흔히 볼 수 있는 모습이다.
이와 유사한 내용을 담고 있는 애가들에서는 두무지드 대신 마르투가 등장한다. 이는 양치기 등 목축의 신인 마르투를 농경의 신인 엔킴두와 비교하여 서술하기 위한 문학적 목적을 가지고 있기 때문인 것으로 이해된다. 제이콥 클라인은 두무지드가 엔킴두를 반박하며 이난나에게 구애하는 모습이 마르투가 누무슈다의 딸의 손을 잡고 싶어한다는 신화에서 마르투가 승리한 것 사이에 유사성이 존재한다고 본다.

### 다른 문헌
〈엔키와 세계의 질서〉라는 신화에서 여러 농경 집단이 엔킴두를 찬미하는 장면이 등장한다. 엔킴두는 여기서 엔릴의 농부로 묘사된다. 이외에도 우르남무 찬가는 우르남무왕을 엔킴두에 비교한다.
미겔 시빌은 〈경작하는 황소의 노래〉가 엔킴두가 다른 사람 사이의 대화를 묘사하고 있는데, 이 대화에서 엔킴두는 어떻게 논밭에 물을 대는지 설명한다고 말한다.

## 현대
시카고 대학의 근동 연구소에서 MASS(Modeling Ancient Settlement Systems; 고대 거주지 모델링 시스템) 프로젝트의 일환으로 개발한 시뮬레이션 엔진에 ENKIMDU라는 이름이 붙여졌다. 이 엔진은 아곤 국립 연구소가 개발한 기술을 바탕으로 개발되었다. 기원전 4천년 말에서 3천년 사이의 고대 근동 사회의 발전 모델을 제공하기 위해 제작되었으며, 특히 주요 작물 생산에 초점을 맞추고 있다. 시리아의 텔 베이다르에 이 시뮬레이션이 처음으로 시행되었다.

## 참고 문헌
- Ayali-Darshan, Noga (2020). “The Closing Hymn of the Ugaritic Baal Cycle (KTU 1.6 VI 42–54): A Mesopotamian Background?”. 《Die Welt des Orients》 (Vandenhoeck & Ruprecht (GmbH & Co. KG)) 50 (1): 79–96. ISSN 0043-2547. JSTOR 26977754. 2022년 5월 20일에 확인함.
- Black, Jeremy A. (2006). 《The Literature of Ancient Sumer》. Oxford University Press. ISBN 978-0-19-929633-0. 2022년 5월 20일에 확인함.
- Civil, Miguel (2017) [1976]. 〈The Song of the Plowing Oxen〉. 《Studies in Sumerian Civilization. Selected writings of Miguel Civil》. Publicacions i Edicions de la Universitat de Barcelona. ISBN 978-84-9168-237-0. OCLC 1193017085.
- Cohen, Mark E. (1993). 《The cultic calendars of the ancient Near East》. Bethesda, Md.: CDL Press. ISBN 1-883053-00-5. OCLC 27431674.
- Flückiger-Hawker, Esther (1999). 《Urnamma of Ur in Sumerian Literary Tradition》. Vandenhoeck & Ruprecht. 2022년 5월 18일에 확인함.
- Hritz, Carrie (2014). “Contributions of GIS and Satellite-based Remote Sensing to Landscape Archaeology in the Middle East”. 《Journal of Archaeological Research》 (Springer) 22 (3): 229–276. ISSN 1059-0161. JSTOR 24018073. 2022년 5월 20일에 확인함.
- Klein, Jacob (1997). 〈The God Martu in Sumerian Literature〉.   Finkel, I. L.; Geller, M. J. 《Sumerian Gods and their Representations》. ISBN 978-90-56-93005-9.
- Lambert, Wilfred G. (1987), 〈Lugal-epara〉, 《Reallexikon der Assyriologie》
- Lambert, Wilfred G. (2013). 《Babylonian creation myths》. Winona Lake, Indiana: Eisenbrauns. ISBN 978-1-57506-861-9. OCLC 861537250.
- Mittermayer, Catherine (2015). “Der Wettstreit zwischen Dumuzi und Enkimdu” (PDF). 《Babel und Bibel》 (Penn State University Press) 8. doi:10.1515/9781575063553-015. 2022년 5월 20일에 원본 문서 (PDF)에서 보존된 문서. 2022년 11월 19일에 확인함.
- Vanstiphout, Herman L. J. (1997). 〈Why did Enki Organize the World?〉.   Finkel, I. L.; Geller, M. J. 《Sumerian Gods and their Representations》. ISBN 978-90-56-93005-9.
- Wilkinson, T. J.; Christiansen, J. H.; Ur, J. (2007). “Urbanization within a Dynamic Environment: Modeling Bronze Age Communities in Upper Mesopotamia”. 《American Anthropologist》 (American Anthropological Association) 109 (1): 52–68. ISSN 0002-7294. JSTOR 4496588. 2022년 5월 20일에 확인함.